# シーリハム・テリア
シーリハム・テリア（英: Sealyham Terrier）は、イギリスのウェールズ原産のテリア犬種。この犬種の作出者ジョン・エドワードがウェールズのハバフォードウェスト・シーリハムに居住していたためこのような犬種名が付けられた。

## 歴史
19世紀中半に作出された。ジョン・エドワーズの理想としていた、恐れ知らずで勇敢、且つ状況判断力の優れたテリア犬種を作り出すプロジェクトにより誕生した。ブル・アンド・テリア（ブルテリアの原種）、チェシャ・テリア、スタッフォードシャー・ブル・テリア、ウエスト・ハイランド・ホワイト・テリア、ワイアーヘアード・フォックス・テリア、ダンディ・ディンモント・テリアなどの犬種を複雑に掛け合わせて作出され、まず能力を重視した改良が進められた。
初期のうちは生まれた仔犬は生死をかけた「テスト」を受けさせられていたことが知られている。生後2～3か月くらいなると仔犬たちは作出者によって狩猟場に連れて行かれ、杭につないで口を縛ったキツネを見させられる。このとき仔犬が少しでも躊躇するようなそぶりを見せると、その場で情け容赦なく猟銃で射殺されていたのである。「テスト」に合格して生き延びられるのはキツネに向かって攻撃的な態度を見せた仔犬のみで、本来は多くの犬種で繁殖用として残されるはずの雌であってもそのような対応を行わない仔犬は殺されていた。あまりの冷酷さに彼を嫌うハンターも多く、一時は犬種廃止の動きもあったという。しかし、多くの犠牲を払って培われた高い狩猟能力が人気を呼び、極端な淘汰を今後行わないことを条件とし、犬種として生き残ることが出来た。
主に地中に潜って獲物と戦い、捕らえるタイプのテリアとして使われた。シーリハム・テリアが倒すものはキツネ、アナグマ、イタチ、カワウソであるが、中には熊狩り用として使われたという珍しい例もある。
シーリハム・テリアに転機が訪れたのは1903年のことで、この年初めてウェールズのドッグショーに出場し、注目を得た。その5年後には犬種クラブが設立され、ペットやショードッグとして使うための改良が加えられるようになった。それにより全体的にサイズは大きくなり、頭部も大きくなり、毛色が白系統のものに限定されて攻撃的な性格が薄められた。しかし、犠牲を払ってまで獲得した猟犬としての気質を失うのは命を落とした仔犬たちが報われないと考える人も多かった。そのうちの一人である国会議員のジョリスリン・ルーカスはかつてのタイプを取り戻すためにシーリハムを再改良し、ペット向きのルーカス・テリアと実猟向きのスポーティング・ルーカス・テリアを生み出した。ちなみに、それらは現在イギリス国外ではあまり飼育されていない。
賛否両論ではあったが、後にシーリハム・テリアはペットやショードッグ一本の道を突き進むことを辞め、一部の実猟犬としての特徴を消さずに残しておくことが決められた。1930年代にイギリスで人気を得て、世界各国へ輸出されるようになった。現在はあまり目立った人気は出ていないが、多くの国でペットやショードッグ、そして実猟犬として飼育されている。
日本でも数こそ少ないもののペットとして愛されている。毎年国内登録があり、2009年度の国内登録頭数順位は136位中80位であった。

## 特徴
体型は小さく胴は長めで、短脚である。頭部・首も長めで、耳は顔の横についた細長い垂れ耳である。尾は通常長めの垂れ尾だが、半分の長さに断尾して立たせることもある。コートは本来シャギーコート（むく毛）だが、カットが施されて独特の姿となる。ショー用では顔部分の長い毛を残し、背中や尾、首のコートを短くして脚や腹部の毛を長めに整えるスタイルが定番（トップの写真参照）であるが、ペットや実猟犬として飼育する際は顎鬚・口髭を残して目の周りの毛を刈り、全体的にコートの長さを短めにそろえるのが基本である。毛色は白い体にレモン色などの斑がある。体高は雄27cm前後、雌25cm前後で、雄9kg前後、雌8kg前後の小型犬。性格は忠実で愛情深いが、猟犬である気質も残されていて、頑固で独立心旺盛、勇敢な面もある。いわゆる「テリア・キャラクター」と呼ばれる気質が強い方の犬種であるため、しつけには根気強さと一貫性が必要である。ただし子供とは仲良くすることが出来るので、家庭犬として不向きな犬種というわけではない。運動量は少なめで、マンションやアパートでもあるていどの散歩がこなせれば飼育することが出来る。かかりやすい病気はコートが目に入ることで起こる眼疾患、抱き方が不適切なことでよく起こる椎間板ヘルニアであるが、ごくごく稀に難聴の犬もいる。コートは白いため涙や食事で汚れやすく、頻繁な手入れが必要である。ただし、他犬種と同じで毎日シャンプーすると毛並みが悪くなる（つややかさが無くなり、ぼさぼさになる）ので注意すべきである。なお、吠え声が大きくよく響くので、集合住宅で飼育する際にはしつけによって無駄吠えを修正するひつようがある。